# Restless and Wild
Restless and Wild je čtvrté studiové album německé heavymetalové skupiny Accept. Vydáno bylo v říjnu roku 1982 společnostmi Brain Records (Německo), Heavy Metal Records (UK) a Portrait Records (USA). Producenty alba byli členové skupiny a deska byla nahrána od února do března a znovu v červnu roku 1982 ve studiu producenta Dietera Dierkse v Stommelnu. Jde o vůbec první album skupiny, na němž ve všech písních zpívá Udo Dirkschneider (na předchozích deskách zpíval v některých písních baskytarista Peter Baltes). Rovněž jde o první album kapely, na němž je jako spoluautorka písní uvedena její manažerka Deaffy. V bookletu alba je uvedeno, že se na desce podílel druhý kytarista Herman Frank. To však není pravda (členem skupiny se stal až v době vydání desky).

## Seznam skladeb
1. „Fast as a Shark“ – 3:48
2. „Restless and Wild“ – 4:10
3. „Ahead of the Pack“ – 3:22
4. „Shake Your Heads“ – 4:00
5. „Neon Nights“ – 6:00
6. „Get Ready“ – 3:49
7. „Demon's Night“ – 4:34
8. „Flash Rockin' Man“ – 4:24
9. „Don't Go Stealing My Soul Away“ – 3:15
10. „Princess of the Dawn“ – 6:15

## Obsazení
- Udo Dirkschneider – zpěv
- Wolf Hoffmann – kytara
- Peter Baltes – baskytara
- Stefan Kaufmann – bicí